# Vuelta a España 1959
La Vuelta a España 1959, quattordicesima edizione della corsa, si svolse in diciassette tappe -la prima delle quali suddivisa in due semitappe- dal 24 aprile al 10 maggio 1959, per un percorso di complessivi 3048 km. La Corsa vide la vittoria dello spagnolo Antonio Suárez: conquistò il primato, tre giorni prima del termine della Corsa, nella difficilissima crono di Vitoria, con la terribile salita di Urkiola, in una gara che vide risplendere l'astro di Roger Rivière. Suarez completò il percorso in 84h36'20", precedendo il connazionale José Segú e il belga Rik Van Looy. Male gli atleti italiani in gara (benché accompagnati da Fausto Coppi; ma alla sua ultima stagione professionale), i quali a differenza degli anni precedenti,  -che videro di volta in volta la bella affermazione di Conterno-'penna bianca', il secondo posto di Fornara e ulteriori affermazioni dei nostri sia nelle frazioni in linea che a cronometro-  non riuscirono in questa edizione a 'far classifica' né a trovar vittoria di tappa. 

## Tappe
| Tappa  | Data      | Percorso                                        | km   | Vincitore di tappa        | Leader cl. generale |
| ------ | --------- | ----------------------------------------------- | ---- | ------------------------- | ------------------- |
| 1ª-1ª  | 24 aprile | Madrid > Madrid (cron. a squadre)               | 9    | Saint-Raphael-Geminiani   | Rik Van Looy        |
| 1ª-2ª  | 24 aprile | Madrid > Toledo                                 | 114  | Rik Van Looy              | Rik Van Looy        |
| 2ª     | 25 aprile | Manzanares > Cordova                            | 228  | Antonio Karmany           | Antonio Karmany     |
| 3ª     | 26 aprile | Cordova > Siviglia                              | 140  | Vicente Iturat            | Antonio Karmany     |
| 4ª     | 27 aprile | Siviglia > Granada                              | 240  | Federico Bahamontes       | Antonio Karmany     |
| 5ª     | 28 aprile | Guadix > Murcia                                 | 225  | Antonio Suárez            | Antonio Karmany     |
| 6ª     | 29 aprile | Murcia > Alicante                               | 173  | Gabriel Mas               | Antonio Karmany     |
| 7ª     | 30 aprile | Alicante > Castellón de la Plana                | 233  | Antonio Barrutia          | Josef Vloebergh     |
| 8ª     | 1º maggio | Castellón de la Plana > Tortosa                 | 130  | Rik Van Looy              | Pierre Everaert     |
| 9ª     | 2 maggio  | Tortosa > Barcellona                            | 196  | Rik Van Looy              | Pierre Everaert     |
| 10ª    | 3 maggio  | Granollers > Lleida                             | 183  | Antonio Suárez            | Pierre Everaert     |
| 11ª    | 4 maggio  | Lleida > Pamplona                               | 242  | Rik Van Looy              | José Segú           |
| 12ª    | 5 maggio  | Pamplona > San Sebastián                        | 210  | José Carlos Cardoso Sousa | José Segú           |
| 13ª    | 6 maggio  | San Sebastián > San Sebastián (cron. a squadre) | 9    | Saint-Raphael-Geminiani   | José Segú           |
| 14ª    | 7 maggio  | Eibar > Vitoria (cron. individuale)             | 62   | Roger Rivière             | Antonio Suárez      |
| 15ª    | 8 maggio  | Vitoria > Santander                             | 230  | Julio San Emeterio        | Antonio Suárez      |
| 16ª    | 9 maggio  | Santander > Bilbao                              | 187  | Roger Rivière             | Antonio Suárez      |
| 17ª    | 10 maggio | Bilbao > Bilbao                                 | 222  | Fernando Manzaneque       | Antonio Suárez      |
| Totale | Totale    | Totale                                          | 3048 |                           |                     |

## Classifiche finali

### Classifica generale
| Pos. | Corridore         | Squadra      | Tempo     |
| ---- | ----------------- | ------------ | --------- |
| 1    | Antonio Suárez    | Licor 43     | 84h36'20" |
| 2    | José Segú         | KAS          | a 1'06"   |
| 3    | Rik Van Looy      | Faema-Guerra | a 7'00"   |
| 4    | Pierre Everaert   | St. Raphael  | a 7'44"   |
| 5    | Emmanuel Busto    | Peugeot      | a 16'29"  |
| 6    | Roger Rivière     | St. Raphael  | a 17'30"  |
| 7    | Hilaire Couvreur  | Faema-Guerra | a 24'24"  |
| 8    | Luis Otaño        | Peugeot      | a 26'34"  |
| 9    | Joseph Vloeberghs | Faema-Guerra | a 27'17"  |
| 10   | Jesús Galdeano    | Faema-Guerra | a 29'40"  |

### Classifica a punti
| Pos. | Corridore          | Punti |
| ---- | ------------------ | ----- |
| 1    | Rik Van Looy       | 148   |
| 2    | Antonio Suárez     | 179   |
| 3    | Frans Van Looveren | 253   |

### Classifica scalatori
| Pos. | Corridore             | Punti |
| ---- | --------------------- | ----- |
| 1    | Antonio Suárez        | 56    |
| 2    | Richard Van Genechten | 56    |
| 3    | Antonio Karmany       | 54    |